# 細井豊
細井豊（ほそい ゆたか、1954年4月2日 - ）は、愛知県知多市出身の日本のキーボーディスト、歌手、作曲家、編曲家。

## 概要
センチメンタル・シティ・ロマンスのメンバー。ボーカル、キーボード、ハーモニカを担当。通称は、「ユタさん」。
センチメンタル・シティ・ロマンスの活動以外にも様々なアーティストへのライブサポート、レコーディングを務める。

## 携わったアーティスト
- 竹内まりや
- 加藤登紀子
- MASSA
- 井伊英理
- 太田惠資
- 楊興新
- EPO
- ラトルスネイク・アニー
- 大野真澄
- CHAKA
- オユンナ
- 小林啓子
- 千鶴加
- 薬師丸ひろ子
- 遠藤京子